# Neuchâtel-Urtière
Neuchâtel-Urtière är en kommun i departementet Doubs i regionen Bourgogne-Franche-Comté i östra Frankrike. Kommunen ligger i kantonen Pont-de-Roide som tillhör arrondissementet Montbéliard. År 2022 hade Neuchâtel-Urtière 166 invånare.

## Befolkningsutveckling
Antalet invånare i kommunen Neuchâtel-Urtière
Referens:INSEE